# Albizu University

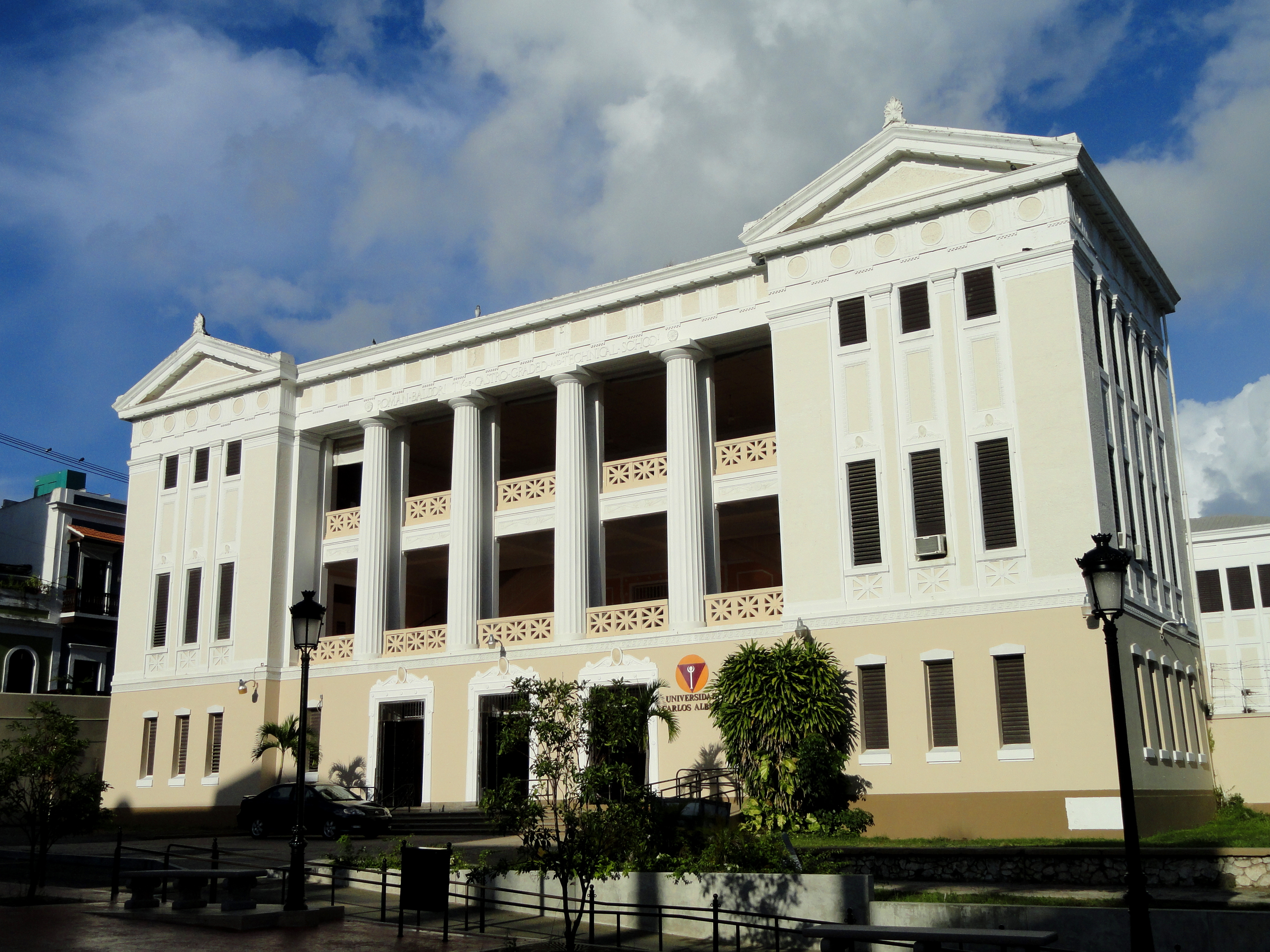
Albizu University, San Juan Campus

Die Albizu University  (AU), früher Carlos Albizu University (CAU) genannt, ist eine staatlich anerkannte Privatuniversität mit Sitz um San Juan (PRI), USA, wo sich der Hauptcampus befindet. Es gibt zudem Standorte in Miami (FL) und Mayagüez (PRI) (Mayagüez University Center).

## Historisches
Die Hochschule ist nach dem Psychologen Carlos Albizu-Miranda benannt, der 1966 das Puerto Rico Institute of Psychology gründete. Der Campus in Miami wurde 1980 gegründet.

## Staatliche Anerkennung
Die Universität ist von der Commission for Independent Education of the State of Florida und dem Council of Higher Education of Puerto Rico staatlich akkreditiert.
Zudem ist die Einrichtung von der Zentralstelle für ausländisches Bildungswesen der deutschen Kultusministerien, des österreichischen Bundesministeriums für Wissenschaft und Forschung und des Wissenschaftsministeriums Luxemburgs anerkannt.

## Hochschulprofil
Die Universität besitzt folgende Fakultäten:
- Betriebswirtschaften und Management (Business)
- Rechtswissenschaften und Kriminologie
- Sprachwissenschaften
- Erziehungswissenschaften
- Sozialwissenschaften
- Psychologie

## Wissenschaftliche Kooperationen
Die Universität ist Mitglied der Middle States Association of Colleges and Schools und der American Psychological Association.